# Limnophyes hastulatus
Limnophyes hastulatus är en tvåvingeart som beskrevs av Ole Anton Saether 1975. Limnophyes hastulatus ingår i släktet Limnophyes och familjen fjädermyggor. Inga underarter finns listade i Catalogue of Life.